# CFI Internationale Kinderhilfe
CFI Internationale Kinderhilfe Deutschland gGmbH ist eine gemeinnützige Hilfsorganisation, die in Deutschland seit 2003 besteht und ihren Sitz in Mainz-Kostheim hat. CFI (Children’s Fund International) unterstützt in verschiedenen Ländern Kinderdörfer, in denen Waisenkinder, verstoßene oder missbrauchte Kinder, Opfer von Bürgerkrieg und Straßenkinder ein neues Zuhause finden und dem Kreislauf der Armut entrinnen können. CFI Internationale Kinderhilfe Deutschland ist eine nichtstaatliche Kinderhilfsorganisation, die in Deutschland als gemeinnützig und mildtätig anerkannt ist.
Die gGmbH ist Unterzeichnerin der Initiative Transparente Zivilgesellschaft.

## Geschichte
Im Jahr 1976 verwüstete ein starkes Erdbeben große Teile von Guatemala-Stadt in Mittelamerika. Dabei verloren viele Kinder ihre Eltern, manche sogar ihre gesamte Verwandtschaft und blieben ohne Zuhause zurück. Freiwillige aus den USA erbauten daraufhin mit Spenden das erste Kinderdorf „Los Pinos“, das schnell zum neuen Zuhause für viele dieser Kinder wurde.
Aus diesem privaten Engagement entstand im Jahr 1978 in den USA die Organisation „International Children’s Care“ (ICC). Die sehr erfolgreiche Arbeit führte dazu, dass immer mehr Kinderdörfer gegründet wurden. Möglich wurde dies, weil sich weltweit immer mehr Menschen für diese Kinder engagieren.
Seit 2003 unterstützt auch die „CFI Internationale Kinderhilfe Deutschland“, gemeinsam mit seinen internationalen Partnern, diese Kinderdörfer. Gemeinsam mit den Partnerorganisationen betreibt die CFI in Krisen-, Entwicklungs- und Schwellenländern eigene Kinderdörfer oder unterstützt solche durch finanzielle Hilfe und Sachspenden.
Die internationale Zusammenarbeit hat vielfältige Vorteile für die Einrichtungen, die Förderer und die Partnerorganisationen. Hierzu zählen u. a.:
- Die Projektplanung und -umsetzung ist einfacher und effektiver, da alle Organisationen nach einheitlichen Standards und mit einem System planen. Dadurch kann effizienter geholfen werden.
- Größere Projekte und Investitionen können durch gemeinsame Maßnahmen international schneller realisiert werden.
- Durch einen regelmäßigen fachlichen und inhaltlichen Austausch, gemeinsame Standards und ein einheitliches Auditing werden eine hochwertige Arbeit und eine ordnungsgemäße Verwendung der Mittel gewährleistet.

Im Jahr 2019 verlegte die CFI Kinderhilfe ihren Sitz von Darmstadt nach Mainz-Kostheim.

## Projekte
Die Kinderdörfer bestehen aus mehreren Häusern, in denen ca. 10 bis 12 Kinder mit einem Pflegeelternpaar in einem Haus leben. Sinn der Kinderdörfer ist es, den Kindern ein Zuhause und eine liebevolle Familie zu geben, damit sie eine Chance haben, dem Armutskreislauf zu entkommen. Dazu erhalten die Waisen auch eine gesundheitliche Versorgung, da viele Kinder mit parasitären Erkrankungen, Mangelernährung oder Unterernährung aufgenommen werden. Sie lernen in einer intakten Familie ein soziales Umfeld kennen, indem sie selbst erfahren, dass sie ein Teil dieses sozialen Gefüges sind. Sie erhalten Hilfe bei der Verarbeitung diverser Traumata von Verlassensängsten bis hin zu körperlicher Gewalt und Missbrauch. Die Kinder erhalten eine fundierte schulische Ausbildung sowie eine Berufsausbildung, die es ihnen ermöglicht aus dem Armutskreislauf auszubrechen und eine eigene Familie zu gründen sowie langfristig einen Beitrag zur Entwicklung ihres Landes zu erbringen. Die Kinder werden ohne Ansehen ihrer Herkunft oder religiösen Zugehörigkeit aufgenommen und in eine Familie integriert. Sie erhalten die soziale Kompetenz den Wert einer Familie zu schätzen und somit auch ein positives Beispiel in ihre Gesellschaft zu tragen.

## Patenschaft
Eine Kinderpatenschaft oder Projektpatenschaft bildet den direktesten Weg der Hilfe. Beide Patenschaften fördern immer das Kinderdorf und nicht das einzelne Kind. Mit der Übernahme einer Patenschaft begleitet ein Pate langfristig die Entwicklung seines Patenkindes durch Fortschrittsberichte. Durch den Briefkontakt mit ihrem Paten wird den Kindern gezeigt, dass sie wichtig und wertgeschätzt sind. Der Patenschaftsbeitrag kommt dem ganzen Kinderdorf zugute, es gibt keine Einzelkindförderung, daher erfährt das Patenkind keinerlei Nachteile, wenn eine Patenschaft erlischt, und es entstehen kein Neid oder Benachteiligungen. Die Kinder, die in Kinderpatenschaften vermittelt werden leben ausschließlich in den von CFI geförderten Kinderdörfern. Die von CFI gewählte Form der Patenschaft führt nicht dazu, dass einzelne Familien von den Patenschaftsbeträgen leben können und nicht arbeiten gehen müssen. Es entstehen weder für die Patenkinder noch deren Umfeld Nachteile.

## Weblink
- Offizielle Website der CFI Internationale Kinderhilfe